# Glissando (filme)
Glissando é um filme de drama romeno de 1982 dirigido e escrito por Mircea Daneliuc e Cezar Petrescu. Foi selecionado como representante da Romênia à edição do Oscar 1983, organizada pela Academia de Artes e Ciências Cinematográficas.

## Elenco
- Stefan Iordache
- Tora Vasilescu
- Petre Simionescu
- Victor Ionescu
- Ion Fiscuteanu
- Constantin Dinulescu
- Camelia Zorlescu
- Mihaela Nestorescu
- Rodica Moianu